# Sulmona International Film Festival
Il Sulmona International Film Festival è un festival cinematografico di cortometraggi che si svolge a Sulmona ogni anno nella seconda settimana di novembre, organizzato dall'associazione culturale Sulmonacinema. Il direttore artistico del festival è Carlo Liberatore.

## Storia
Il Sulmona International Film Festival nasce nel 1983 con il nome Sulmonacinema Film Festival. Le prime sette edizioni erano rassegne non competitive che ogni anno venivano dedicate alla cinematografia di uno specifica nazione o area geografica. La prima edizione fu dedicata al cinema canadese, per poi passare al cinema ungherese (1984), svizzero (1985), cubano e latinoamericano (1986-87), di nuovo al cinema canadese (1988) e al cinema australiano (1989).
A partire dall'edizione del 1990 fino al 2015, il festival cambiò linea dedicando le successive edizioni ai lungometraggi italiani. Lo scopo era di promuovere il giovane cinema italiano e attivare la ricerca, soprattutto insieme agli studenti di cinema, sul rapporto fra il pubblico e l'evoluzione del linguaggio cinematografico. Il festival diventò competitivo con assegnazione premi dal 1991. Nel 2014 e 2015 non furono assegnati premi. In questa fase il direttore artistico era il critico cinematografico Roberto Silvestri.
Dall'edizione del 2016, il festival ha cambiato nome in Sulmona International Film Festival. Ha quindi assunto un carattere molto più internazionale ed è diventato un festival competitivo per cortometraggi. Il nuovo direttore artistico è Carlo Liberatore.
Nel corso della storia del festival hanno partecipato alle varie edizioni numerose personalità del cinema italiano contemporaneo.
Tra gli attori: Cosimo Cinieri, Stefano Accorsi, Alba Rohrwacher, Sonia Bergamasco, Giulio Scarpati, Nino D'Angelo, Maya Sansa, Vincenzo Amato, Elio Germano, Valentina Carnelutti, Claudio Santamaria, Valentina Cervi; tra i registi: Paolo Sorrentino, Antonietta De Lillo, Alessandro Piva, Saverio Costanzo, Emanuele Crialese, Gabriele Muccino, Pippo Del Bono, Daniele Gaglianone, Luca Guadagnino, Stefano Rulli, Matteo Garrone, Roberta Torre, Alina Marazzi, Flavia Mastrella e Antonio Rezza, Maria Sole Tognazzi, Giada Colagrande, Mario Monicelli, Lina Wertmüller, Agostino Ferrente.

## Programma
Dal 1990 al 2015, il concorso per lungometraggi era dedicato alle opere prime e seconde di registi italiani, con particolare attenzione ai registi stranieri che lavorano in Italia oppure italiani che operano all'estero. La giuria, composta da studenti delle scuole di cinema italiane e presieduta da un regista o attore di fama internazionale, assegnava il premio Ovidio d'argento per il miglior film, la miglior regia, il miglior attore e la miglior attrice. In alcune edizioni sono stati conferiti anche altri premi: miglior colonna sonora, premio "Nasino d'argento" (riservato ai cortometraggi), premio della giuria e menzioni speciali. Oltre al concorso sono presenti anteprime, incontri con autori e workshop. Il premio Ovidio viene tuttora assegnato ai migliori cortometraggi.

## Sulmonacinema e Creative Commons
L'edizione del 2008 del Sulmonacinema Film Festival, in occasione del quarantennale del Sessantotto, ha dedicato un approfondimento a quel periodo di contestazioni e di radicali mutamenti nella politica, nei costumi, nella musica e nell'arte. Si è occupata inoltre, in collaborazione con Creative Commons Italia, anche di altre rivoluzioni più silenziose ma pur sempre cruciali, come quella avviata da alcuni anni in ambito internazionale dalle licenze Creative Commons, che stanno modificando la tradizionale concezione del diritto d'autore, promuovendo licenze flessibili che si propongono di favorire sia gli interessi dei creatori che dei fruitori di contenuti, per una maggiore diffusione della conoscenza.

## Edizioni
- 1983: Aspetti del cinema canadese
- 1984: Aspetti del cinema ungherese
- 1985: Aspetti del cinema svizzero
- 1986: Aspetti del cinema cubano
- 1987: Aspetti del cinema latinoamericano
- 1988: Aspetti del cinema canadese
- 1989: Aspetti del cinema australiano
- 1990: Aspetti del nuovo cinema italiano
- 1991–2015: Festival principalmente dedicato al cinema italiano ed assegna premi dal 1991 al 2013[3]
- 2016–presente: Festival competitivo dedicato ai cortometraggi con un'ampia selezione straniera

## Albo d'Oro 1991–2013
Lista parziale dei premi assegnati ai lungometraggi italiani dal 1991 al 2013, quando il festival si chiamava Sulmonacinema Film Festival
| Anno | Categoria         | Vincitori                                                                     |
| ---- | ----------------- | ----------------------------------------------------------------------------- |
| 1991 | Miglior film      | Il nodo alla cravatta di Alessandro Di Robilant                               |
| 1991 | Miglior attore    | Alessandro Haber in Mezzaestate                                               |
| 1991 | Miglior attrice   | Assumpta Serna in Adelaide                                                    |
| 1992 | Miglior film      | Confortorio di Paolo Benvenuti                                                |
| 1992 | Miglior attore    | Ivano Marescotti per Il richiamo; Claudio Colnaghi per Manila Paloma Bianca   |
| 1992 | Miglior attrice   | Isabella Ferrari in Allullodrom; Kalubi Kabongo in Dall'altra parte del mondo |
| 1993 | Miglior film      | Sottovoce di Claudio Pazienza                                                 |
| 1993 | Miglior attore    | Giulio Scarpati in 80 Mq                                                      |
| 1994 | Miglior film      | La vera vita di Antonio H. di Enzo Monteleone                                 |
| 1994 | Miglior attore    | Mohamed Militah in Articolo 2                                                 |
| 1994 | Miglior attrice   | Stefania Orsola Garello e France De Moulin in Portami via                     |
| 1995 | Miglior film      | Il verificatore di Stefano Incerti                                            |
| 1995 | Miglior attore    | Cast maschile di Nella mischia                                                |
| 1995 | Miglior attrice   | Cecilia Dazzi in Trafitti da un raggio di sole                                |
| 1996 | Miglior film      | RDF - Rumori di fondo di Caludio Camarca                                      |
| 1996 | Miglior attore    | Cosimo Cinieri in Pizzicata                                                   |
| 1996 | Miglior attrice   | Carla Signoris in La bruttina stagionata                                      |
| 1997 | Miglior film      | Tano da morire di Roberta Torre; Terra di mezzo di Matteo Garrone             |
| 1997 | Miglior attore    | Ahmed Mahgoub in Terra di mezzo                                               |
| 1997 | Miglior attrice   | Cast femminile di Tano da morire                                              |
| 1998 | Miglior film      | Giro di lune tra terra e mare di Giuseppe M. Gaudino                          |
| 1998 | Miglior attore    | Cast maschile di Ospiti                                                       |
| 1998 | Miglior attrice   | Edyta Olszowka in Elvis e Merilijn                                            |
| 1999 | Miglior film      | Come te nessuno mai di Gabriele Muccino                                       |
| 1999 | Miglior attore    | Stefano Accorsi in Ormai è fatta!                                             |
| 1999 | Miglior attrice   | Lorenza Indovina in Un amore                                                  |
| 2000 | Miglior film      | Il mnemonista di Paolo Rosa                                                   |
| 2000 | Miglior attore    | Pino zimba in Sangue Vivo                                                     |
| 2000 | Miglior attrice   | Enrica Maria Modugno in Animali che attraversano la strada                    |
| 2001 | Miglior film      | A Suddelsole di Pasquale Marrazzo                                             |
| 2001 | Miglior attore    | Francesco Salvi in La rentrée                                                 |
| 2001 | Miglior attrice   | Livia Bonifazi in La rentrée                                                  |
| 2002 | Miglior film      | Respiro di Emanuele Crialese                                                  |
| 2002 | Miglior attore    | Victor Cavallo in Giravolte                                                   |
| 2002 | Miglior attrice   | Valeria Golino in Respiro                                                     |
| 2003 | Miglior film      | Guerra di Pippo Delbono                                                       |
| 2003 | Miglior attore    | Sergio Rubini in Mio cognato                                                  |
| 2003 | Miglior attrice   | Valentina Cervi in Passato prossimo                                           |
| 2004 | Miglior film      | Un silenzio particolare di Stefano Rulli                                      |
| 2004 | Miglior attore    | Michael Manoku in Saimir                                                      |
| 2004 | Miglior attrice   | Lalli in Nemmeno il destino                                                   |
| 2005 | Miglior film      | Fuori vena di Tekla Taidelli                                                  |
| 2005 | Miglior attore    | Davide Veronese in L'estate di mio fratello                                   |
| 2005 | Miglior attrice   | Valentina Merizzi in Tu devi essere il lupo                                   |
| 2006 | Miglior film      | La rieducazione di Davide Alfonsi; Primavera in Kurdistan di Stefano Savona   |
| 2006 | Miglior attore    | Pippo Delbono in Grido                                                        |
| 2006 | Miglior attrice   | Valentina Carnelutti in Jimmy della collina                                   |
| 2007 | Miglior film      | Onibus di Augusto Contento                                                    |
| 2007 | Miglior attore    | Giovanni Martorana in Io, l'altro                                             |
| 2007 | Miglior attrice   | Giulia Michelini in La ragazza del lago                                       |
| 2008 | Miglior film      | Chris & Don - A love story di Guido Santi e Tina Mascara                      |
| 2008 | Miglior attore    | Luca Lionello e Eduard Gabia in Cover-boy                                     |
| 2008 | Miglior attrice   | Alba Rohrwacher in Riprendimi                                                 |
| 2009 | Miglior film      | Ragazze - La vita trema di Paola Sangiovanni                                  |
| 2009 | Miglior attore    | Cast maschile di Via della Croce                                              |
| 2009 | Miglior attrice   | Cast femminile di Ragazze - La vita trema                                     |
| 2010 | Miglior film      | Le quattro volte di Michelangelo Frammartino                                  |
| 2010 | Miglior attore    | Ascanio Celestini in La pecora nera                                           |
| 2010 | Miglior attrice   | Luisa Cavalieri in Ad ogni costo                                              |
| 2011 | Miglior film      | L'estate di Giacomo di Alessandro Comodin                                     |
| 2011 | Miglior attore    | Paolo Cioni e Francesco Turbanti in I primi della lista                       |
| 2011 | Miglior attrice   | Pasqualina Scuncia in Corpo Celeste                                           |
| 2012 | Miglior film      | The shine of day di Tizza Covi Rainer Frimmel                                 |
| 2012 | Miglior attore    | Walter Saabel nel film The shine of day                                       |
| 2012 | Miglior attrice   | Anna Bellezza e Matilde Giannini nel film Acciaio                             |
| 2013 | Miglior film      | Zoran - Il mio nipote scemo di Matteo Oleotto                                 |
| 2013 | Menzione speciale | Salvo di Fabio Grassadonia e Antonio Piazza                                   |

## Albo d'Oro dal 2016
Lista parziale dei premi assegnati ai cortometraggi in concorso, stranieri e italiani, dal 2016. Nel 2014 e nel 2015 il festival non assegnò premi.
| Anno | Categoria                        | Vincitori                                    | Nazionalità |
| ---- | -------------------------------- | -------------------------------------------- | ----------- |
| 2016 | Miglior cortometraggio straniero | Minh Tâm di Vincent Maury                    | Francia     |
| 2016 | Miglior cortometraggio italiano  | Bellissima di Alessandro Capitani            |             |
| 2016 | Miglior regia                    | Vincent Maury per Minh Tâm                   | Francia     |
| 2016 | Miglior attore                   | Carlo De Ruggieri in XZ3                     | Italia      |
| 2016 | Miglior attrice                  | Cristina Lippolis in La Malaerba             | Italia      |
| 2017 | Miglior cortometraggio straniero | Into the blue di Antoneta Alamat Kusijanovic | Croazia     |
| 2017 | Miglior cortometraggio italiano  | A casa mia di Mario Piredda                  |             |
| 2017 | Miglior regia                    | Raymund Ribay Gutierrez per Imago            | Filippine   |
| 2017 | Miglior attore                   | Chiz Schultz in Head Above Water             | Stati Uniti |
| 2017 | Miglior attrice                  | Jessica Barden in Sweet Maddie Stone         | Regno Unito |
| 2018 | Miglior cortometraggio straniero | Wren Boys di Harry Lighton                   | Regno Unito |
| 2018 | Miglior cortometraggio italiano  | Acquario di Lorenzo Puntoni                  |             |
| 2018 | Miglior regia                    | Oleksandr Shkrabak per In The Field          | Ucraina     |
| 2018 | Miglior regia                    | Jerry Carlsson per Shadow Animals            | Svezia      |
| 2018 | Miglior attore                   | Leszek Abrahamowicz in Techno                | Polonia     |
| 2018 | Miglior attrice                  | Tara Riggs in DeKalb Elementary              | Stati Uniti |
| 2019 | Miglior cortometraggio straniero | A Sister di Delphine Girard                  | Belgio      |
| 2019 | Miglior cortometraggio italiano  | Florence di Emanuele Daga                    |             |
| 2019 | Miglior regia                    | Erenik Beqiri per The Van                    | Albania     |
| 2019 | Miglior attore                   | Georges Siatidis in Kapitalistis             | Francia     |
| 2019 | Miglior attrice                  | Behdokht Valian in Tattoo                    | Iran        |
| 2020 | Miglior cortometraggio straniero | Viktor on the moon di Christian Arhoff       | Danimarca   |
| 2020 | Miglior cortometraggio italiano  | Spera Teresa di Damiano Giacomelli           |             |
| 2020 | Miglior regia                    | Jeff Taver per Mama Lova                     | Francia     |
| 2020 | Miglior attore                   | Saleh Bakri in The Present                   | Palestina   |
| 2020 | Miglior attrice                  | Mata Gabin in Mama Lova                      | Francia     |